# Nage avec palmes
 (mars 2020).
Si vous disposez d'ouvrages ou d'articles de référence ou si vous connaissez des sites web de qualité traitant du thème abordé ici, merci de compléter l'article en donnant les références utiles à sa vérifiabilité et en les liant à la section « Notes et références ».

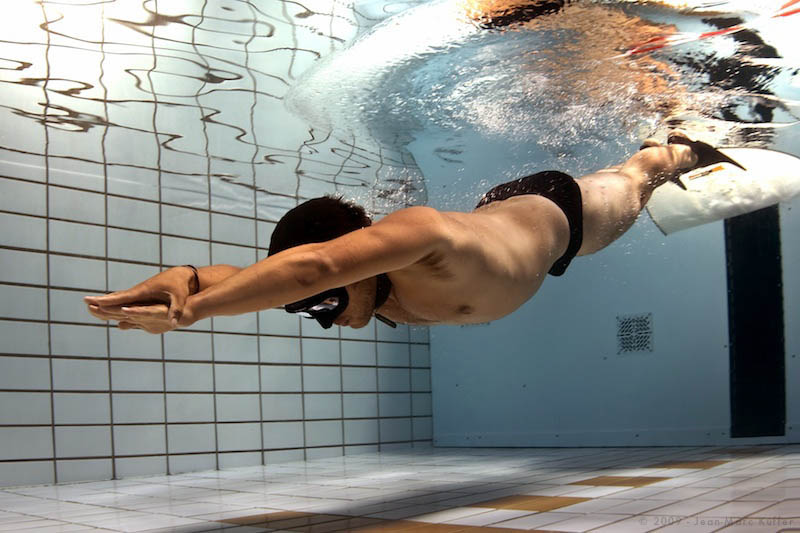
Nage en monopalme et en apnée dans une piscine

La nage avec palmes est un sport ou un style de nage, en surface ou sous l'eau, en se propulsant avec des palmes. 
Aujourd'hui, elle est la technique la plus efficace pour se déplacer dans l‘eau. Les palmes permettent ainsi de battre des records de vitesse : jusqu’à 13 km/h. Sport récent, sa popularité ne cesse d’augmenter, avec plus de 100 000 adeptes dans le monde. Cette nage peut aussi être réalisée avec une monopalme associée au mouvement du dauphin.

## Historique
La nage avec palmes a été créée au sein de la FFESSM (Fédération Française d'Étude et de Sports Sous Marins); fédération faisant partie de la CMAS (Confédération Mondiale des Activités Subaquatiques). En 1962, elle s'était fixé comme objectif le développement de son caractère sportif dans les compétitions départementales et régionales.
Très rapidement les palmes en caoutchouc ont cédé la place à du matériel plus sophistiqué et plus performant : la fibre de verre fit sa première apparition au Championnat d'Europe disputé à Barcelone en 1970.
Reconnue par le Comité international olympique depuis 1986, la nage avec palmes, s'adresse à toutes les catégories d'âges, de poussins à vétérans, hommes ou femmes. Elle peut se pratiquer en compétition, en milieu naturel (mer, rivière, lac, etc.), en piscine, en surface, en apnée ou en immersion.
D'autres formes d'activités de la nage avec palmes se sont développées depuis, tels que les rando-palmes, palmathlon, etc.
La nage avec palmes peut se pratiquer généralement dans tous les clubs affiliés à la FFESSM (ex : CSG, PAN, CAAP...). Certains sont plus spécialisés dans la pratique de cette discipline et possèdent une école de nage avec palmes pour enfants, une équipe de compétition et souvent une section dite de loisir.
Ces clubs sont répartis sur l'ensemble des Comités régionaux de la FFESSM.
Bien que reconnue par le comité international olympique, le fait de n'être pas épreuve olympique et en particulier pour Bejin 2008 (la Chine étant une grande nation de nage avec palme) laisse la nage avec palmes en marge des grandes disciplines. Son développement sportif est fortement limité. Paradoxalement la nage avec palme est grandement appréciée par le grand public, en particulier grâce à une technique de nage facilement assimilable et aux sensations de glisse très agréables qu'elle procure, et ce dès le niveau de débutant.

## Distances officielles
- En piscine :
  - Surface (SF) : 50 m, 100 m, 200 m, 400 m, 800 m, 1 500 m [1]
  - Surface bi-palme (BI) : 50 m, 100 m, 200 m et 400 m[1]
  - Apnée (AP) : suivant la catégorie, pas d'épreuve d'apnée pour les poussins, 25 m pour les Benjamins, et 50 m pour les autres catégories
  - Immersion avec scaphandre (IS) : 100 m, 200 m, 400 m
  - Relais (RL) : 4 × 50 m mixte, 4 × 100 m, 4 × 200 m en nage en surface et 4 × 100 m mixte en bi-palmes.
- En milieu naturel (Eau Libre) : Pas de limitation de distance. Les championnats nationaux ont lieu sur des distances de 6 km et 3 km pour le moins de 13ans , sur les championnats internationaux, l'épreuve de 3 km est remplacée par un relais 4 × 2 000 mètres mixte . les distances Nationales en milieu naturel appelée Eau Libre sont calquées sur celles proposées par la CMAS : les formats de distances 15 et 20km ont été abandonnés en compétitions internationales depuis 2012, donc elles ne sont plus proposées au niveau national.

## Catégories
Les catégories d’âge reconnues pour les compétitions de nage avec palmes sont les suivantes :
- poussins : 9 ans et - ;
- benjamins : 10 et 11 ans ;
- minimes : 12 et 13 ans ;
- cadets : 14 et 15 ans ;
- Juniors : 16 à 17 ans ;
- seniors : 18 à 34 ans ; (championnats de France Elite)
- vétérans ou masters : 35 ans et +. (catégories pour les championnats de France de master)

La catégorie vétérans se subdivise en sous catégorie : V1, V2, V3..., par tranches d’âge de 5 ans. Exemple : V1 de 35 à 39 ans, V2 de 40 à 44 ans, V3 de 45 à 49 ans…
La catégorie master se subdivise en sous catégorie : M1, M2, M3..., par tranches d’âge de 10 ans. Exemple : M1 de 35 à 44 ans, M2 de 45 à 54 ans, M3 de 55 à 64 ans…
Pour déterminer l’âge d’un nageur ou d’une nageuse, il faudra procéder de la manière suivante :
L’année sportive pour la FFESSM allant du 16 septembre au 15 septembre de l’année suivante, c’est la deuxième année qui sert de base de calcul.

## Encadrement
Trois niveaux d'encadrement existent au sein de la FFESSM :
- Initiateur Entraîneur IE NAP;
- Moniteur Entraîneur Fédéral 1er niveau MEF1 NAP;
- Moniteur Entraîneur Fédéral 2d niveau MEF2 NAP.

## Le matériel
| Le matériel indispensable du nageur avec palmes est bien évidemment sa paire de bi-palmes tout en caoutchouc (1) ou en matériaux composites (2) et sa monopalme (plate ou à aillette). Ces dernières sont généralement fabriquées à l'aide de plaques, de fibre de verre superposé, munie de chaussons en caoutchouc. La voilure de ces palmes sont déclivées, plus épaisses au niveau des pieds et de plus en plus fines vers l'extrémité pour donner plus de continuité au mouvement d'ondulation. Les palmes en fibre de verre ont l'avantage d'être souples et à la fois nerveuses pour un prix modéré. On choisit une palme en fonction de la taille du nageur (pointure) et de la rigidité de la voilure (souple pour nager longtemps et plus dures pour les courses de sprint). |

|  |  |  |

| Le deuxième équipement utilisé en nage avec palmes est le tuba frontal. Il permet au nageur de nager en surface tout en conservant une bonne position de la tête. Le tuba d’un diamètre intérieur de 23 millimètre et 48 cm de long (cote réglementaire), et de 3 formes différentes ((1)standard, (2)sprint, (3)longue distance). |

| Le matériel d'immersion est composé d'une bouteille d'air comprimé de 1 à 6 litres et d'un détendeur. Plusieurs précautions doivent être prises pour utiliser ce matériel correctement. |

## Les compétitions
Compétitions Nationales
Les nageurs doivent participer aux compétitions départementales et régionales et c’est lors de ces compétitions qu’ils peuvent réaliser les temps de qualification pour le championnat de France ayant lieu en mai. Il existe aussi un championnat junior pour les moins de 16 ans, et un championnat longue distance vétéran pour les plus de 35 ans.
Pour les jeunes de moins de 14 ans, le championnat est un critérium où les 32 meilleurs nageurs de la saison de chaque catégorie s’affrontent sur 5 courses (50 bi, 50 surface, 100 immersion, 400 surface, 800 surface).
Parallèlement, chaque année, chaque club peut construire une équipe de 6 filles et de 6 garçons pour participer au Championnat de France des clubs se déroulant en décembre. 
Compétitions Internationales
Tout au long de la saison, les nageurs peuvent réaliser les temps de qualification, ou minima, pour l’équipe de France et ainsi participer au championnat du monde ou au championnat d’Europe qui s’alternent chaque année pendant l’été. 
Chaque club peut aussi participer aux différentes manches de coupe du monde se déroulant partout dans le monde. 
La nage avec palmes étant un sport olympique mais non représenté aux JO, tous les 4 ans, les meilleurs nageurs de chaque pays se rencontrent lors des World Games.

## Les équipes de France
Il existe une équipe nationale espoir, junior et senior en piscine et en longue distance. Ces nageurs sont alors inscrits sur les listes ministérielles de haut niveau.

## Recherche appliquée
Une thèse de doctorat soutenue en 2011 a permis via une approche biomécanique de quantifier les efforts subis par les muscles et les articulations de la cheville, du genou et de la hanche d'un nageur en train de palmer pour 3 situations (Natation simple, randonnée Aquatique et Body-Board). 
À cette occasion Guillaume Gouvernet a produit un modèle basé sur les procédures de dynamique inverse reposant sur l'étude de la « cinématique tridimensionnelle » du système jambe/pied et donc  de 3 cinématiques distinctes, mais aussi sur la reproduction du mouvement par un robot palmeur ; ceci a permis d'étudier et modéliser « les moments au genou et à la hanche » et par suite de permettre de « quantifier l’effet d’un design de palme sur les efforts subis par l’utilisateur à la cheville » avec d'éventuelles répercussions sur le genou et/ou la hanche.